# ニューながと
ニューながとは、阪九フェリーが運航していたフェリー。

## 概要
フェリーながとの代船として神田造船所川尻工場で建造され、1991年1月22日に就航した。
2010年9月30日、泉大津航路の減便により引退した。
その後、韓国のSEAWORLD EXPRESS FERRYへ売却され、STAR CRUISEとして木浦 - 済州島航路に就航した。
2012年にSEA STAR CRUISEに改名した。

## 設計
ニューあかしの同型船である。

## 船内
航海船橋
- 1等和室（12室）
- 特等室（和室・洋室各3室）
- ロイヤルルーム（1室）
- 特等・1等サロン

Aデッキ
- 1等室（洋室20室・和室2室）
- 2等指定和室（20室）
- 2等指定シングルスペシャル（カプセル寝台48室）
- 展望大浴場
- 1等・2等指定サロン

Bデッキ
- 2等和室（32室）
- 案内所
- 売店
- ビジネスルーム
- オープンラウンジ
- 麻雀ルーム
- ゲームルーム
- スタンドコーナー
- 展望レストラン
- グリル

## 事故・インシデント

### 貨物船との衝突
1994年11月15日、23時46分、新門司港から神戸港へ向かっていた本船は、来島海峡西水道の小島東灯標の東北東370メートルの地点でコンテナ船ウエストウッド・マリアンヌと衝突した。
本船は航路外からウエストウッド・マリアンヌおよび付近の同航船を追い抜いて航路に入ったが、前方を同航中の複数の小型船を航路屈曲部までに追い抜けないと判断して速力を落とした。さらに最後尾の小型船が海流に圧流されて減速して転針したため、減速しつつ右転したところ、後方から迫っていたウエストウッド・マリアンヌの船首が本船の右舷後部に後方から40度の角度で衝突した。ウエストウッド・マリアンヌに押された本船は、さらに小島北東端付近の浅所に乗り揚げた。衝突により、本船は右舷船尾部の外板に破口を生じ、搭載車両4台が損傷、乗り揚げにより船首部船底に凹損を生じた。ウエストウッド・マリアンヌは船首部ブルワークなどに曲損を生じた。 
事故発生当時、天候は曇で風力4の北の風が吹き、衝突地点付近の海域には約3ノットの北流があった。事故原因は、船舶が輻輳し強い北流のある来島海峡西水道北口で、本船を追い越すウエストウッド・マリアンヌが動静監視不十分で、本船の進路を避けなかったことで発生したが、本船が動静監視不十分で、警告信号を行わず衝突回避ための協力動作をとらなかったことも一因とされた
。